# Ниночка тоже снимает свои трусики
«Ниночка тоже снимает трусики» (нем. Auch Ninotschka zieht ihr Höschen aus) — немецкая эротическая комедия 1973 года режиссёра Клауса Тиннея.

## Сюжет
Из Советского Союза три передовицы труда — молодые и красивые колхозницы Ольга, Наташа и Вера, при сопровождающем комсомольце Петре Чехове, направляются на сельскохозяйственную выставку в Мюнхен, чтобы представлять там советские товары: меха, икру и крымское вино. Девушки неохотно прощаются со своими крестьянскими парнями, с которыми только что кувыркались на колхозных полях, и едут выполнять задание партии.
Однако, по прибытии, на вокзале Мюнхена происходит путаница — сюда же прибывают три венские проститутки со своим сутенёром Фредом, и руководители выставки, приняв их за советскую делегацию, увозят их на выставку… а Петра Чехова и советских девушек встречает посыльный из фешенебельного борделя мадам Меди…
В борделе хозяйка довольна «свежим товаром», игриво поглядывает на непонимающего и напуганного Петра, отправляет молодых дам зарабатывать в горизонтальном положении, что, впрочем не шокирует любящих секс Ольгу, Наташу и Веру — советские комсомолки нисколько не растерялись и быстро завоевали восхищение взыскательных и искушённых клиентов.
Тем временем на выставке проститутки Фреда умело «обрабатывают» посетителей — богатых капиталистов, желающих поближе познакомиться с комсомолками — советский стенд пользуется огромной популярностью: Фред в восторге от наличных, советское торгпредство заключает грандиозные контракты… По окончании выставки все стороны довольны и всё возвращается на круги своя — проститутки в бордель, а комсомолки в родной колхоз: ведь никакие иностранцы в роскошных апартаментах не удовлетворят их так, как свои деревенские парни на сеновале.

## В ролях
- Ринальдо Таламонти — Пётр Чехов, сопровождающий
  - Кристина Ванка — Ольга
  - Александра Богоджевич — Наташа
  - Бритт Корвин — Вера
- Юрген Фейндт — товарищ Владимир Тюльпанов
- Эрих Падалевский — Фред Хубер, сутенёр
  - Элизабет Волкман — Вероника
  - Карин Хеске — Жизель
  - Доротея Рау — Кармен
- Эльма Карлова — мадам Меди, хозяйка борделя

## Критика
Lexikon des internationalen Films охарактеризовал картину как «секс-фильм самого низкого уровня»; российские киноведы также оценили фильм:

Стиль и художественный уровень этой ленты, разумеется, соответствуют её бесцеремонно-глупому названию, которое оставит в недоумении простых потребителей эротической продукции («причём тут какая-то Ниночка, вовсе не удосужившаяся появиться на экране!»). Намёк на знаменитую романтическую комедию «Ниночка» Эрнста Любича о красивой женщине-агенте НКВД всё-таки звучит пошло, даже оскорбительно, хотя прежде в нашей прессе эту классическую картину 30-х годов с незабвенной Гретой Гарбо вообще подозревали в антисоветской пропаганде. А фильм, якобы развенчивая миф о нравственно стойких советских комсомолках, которые, на самом-то деле, чувствуют себя в борделе лучше, нежели на сельскохозяйственной выставке, теперь может возмутить лишь из-за своей тупости и крайней удалённости от какого-либо проявления искусства.— киновед Сергей Кудрявцев

Грубая и примитивная эротическая комедия, действие которой происходит в советской России на фоне портретов Ленина и красных стягов. Пересказывать содержание не собираюсь, ибо не ради него смотрят такие ленты. Ну а немцы — еще те юмористы, хотя я больше чем уверен, что найдется масса людей, которые с удовольствием расслабятся на таком просмотре.— главный редактор «Видеогида» Михаил Иванов